# けんかをやめて
「けんかをやめて」は河合奈保子の10枚目のシングルである。1982年9月1日に日本コロムビアよりリリースされた（EPの規格品番はAH-255）。

## 背景
- 当時山下達郎と結婚し、歌手活動休止中だったシンガーソングライター・竹内まりやが河合奈保子のシングル（作詞・作曲）を初めて担当した。竹内は、以前たまたまテレビで河合が「スマイル・フォー・ミー」をはつらつと歌う様子を見て「彼女はしっとりとした歌を歌ってもきっと似合うだろうなあ」と感じ、突然「けんかをやめて」のフレーズが浮んできて、いつか河合に歌ってもらおうと思っていたという[5][6]。
- 二人のボーイフレンドを天秤にかけるというプロットは、竹内が幼少時によく聴いていた洋楽ポップスの影響が強い[5]。竹内によれば、三角関係を歌ったメアリー・マクレガーの大ヒット曲「Torn Between Two Lovers」のニュアンスに啓発された曲だという[7]。程なくして河合への楽曲提供のオファーがコロムビアからタイミングよくあり、「あ、実はこんな曲があります」という流れでシングルのリリースにつながった[5]。

## 解説
- オリコンでは最高位5位（100位内14週）、21.5万枚のセールスとなった[3]。
- 竹内は「奈保子ちゃんが歌うと、ちょっとワガママな女の子の揺れてる気持ちが自然に聞こえてくる」と評し、また河合の抑揚をつけた「ごめんなさいね 私のせいよ」という歌い方から少女の心の機微が伝わってくると述べた[5]。作曲家・筒美京平はこの曲を高く評価している[5]。
- 本作は楽譜で発売される際、河合奈保子版は4⁄4拍子で記譜されるのに対し、竹内まりや版は6⁄8拍子で記譜されることが多い[8]。

## エピソード
- 竹内はのちにこの曲をセルフカバーしたが、「流石に『これって何様のつもり？』って気持ちにはなりましたけど」[5]「奈保子ちゃんが歌うとすごく可愛いのに、私が歌うとひどく傲慢な女性に聞こえるのはなぜだ（笑）？」と自ら解説し、歌い手による視点の変化の妙を語った[9]。さらに竹内は「私の曲の中では『何様ソング』の代表みたいな事になってますよね（笑）」と、自嘲しながらコメントしている[5]。
- 映画『すずめの戸締まり』（新海誠監督、2022年）の挿入歌として河合版が使用されている[10]。

## 収録曲
1. けんかをやめて（4分29秒）
作詞・作曲：竹内まりや／編曲：清水信之
2. 黄昏ブルー（4分26秒）
作詞：竜真知子／作曲：馬飼野康二／編曲：若草恵

## 演奏
- Drums:Shuichi Murakami
- Bass: Yasuo Tomikura
- E.Guitar: Tohru Aoyama
- Keyboards:  Nobuyuki Shimizu
- Percussion: Motoya Hamaguchi
- Strings: Ohno gengaku group
- Background vocals:  Mariya Takeuchi, Etsuko Yamakawa, Hiroshi Narumi, Yasuhiro Abe

## 収録アルバム
- 『あるばむ』（1983年）

## セルフカバー
- 竹内まりや - 『REQUEST』（#3、1987年）、『Expressions』（#9、2008年）

## その他の主なカバー
- Donna Fiore - 『fiore』に収録、2008年
- 茉奈 佳奈 - 『ふたりうた』に収録、2009年
- 稲垣潤一 - 『男と女2』（duet with 小林明子）に収録、2009年

## 参考資料
- 『Impressions』（ライナーノーツ）竹内まりや、MOON RECORDS/ワーナーミュージック・ジャパン、1994年7月。AMCM 4200。
- 『Mariya's Songbook』（ライナーノーツ）MOON RECORDS/ワーナーミュージック・ジャパン、2013年12月。WPCI 11666。